# Обработка пищевых продуктов

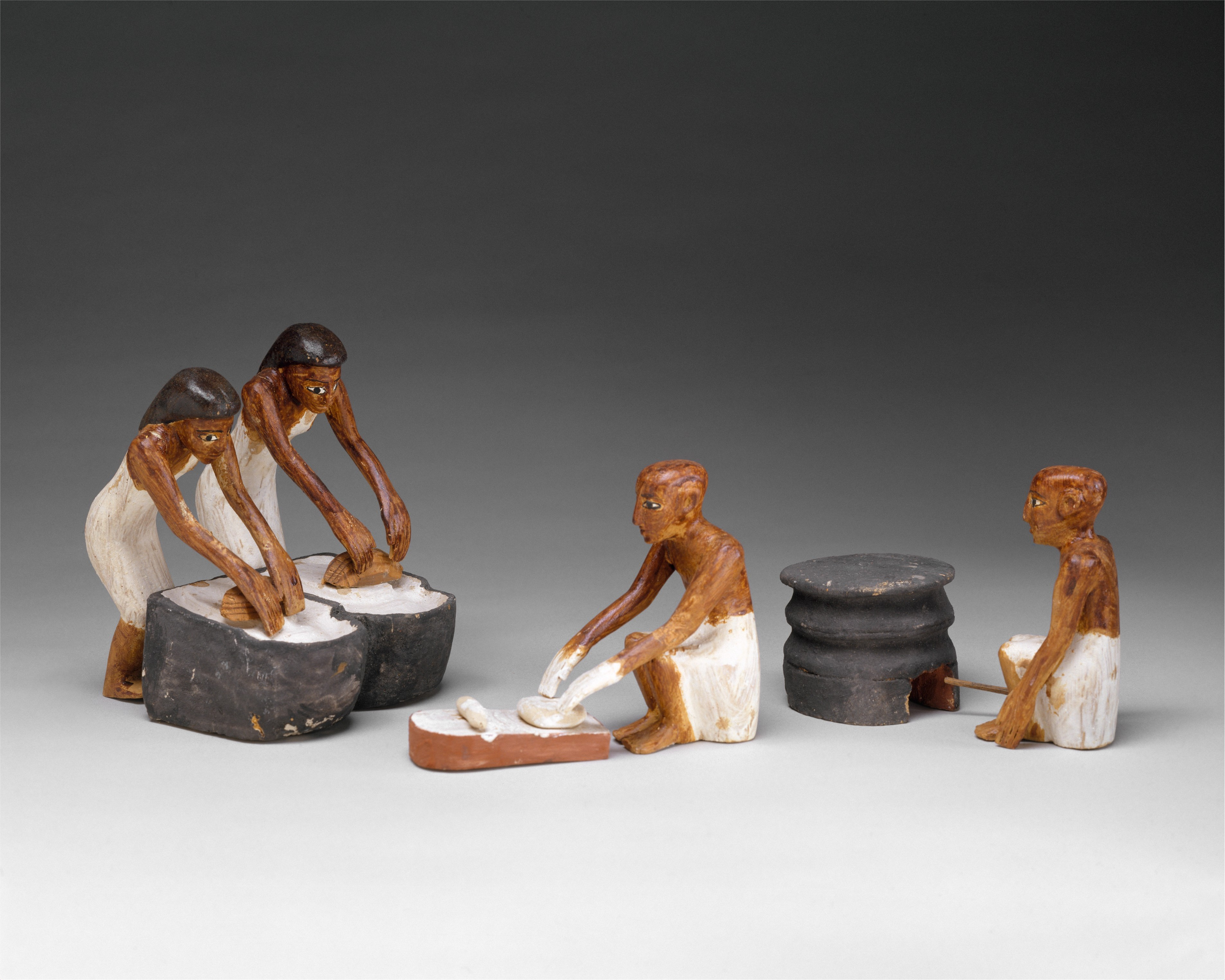
Пекари и пивовары, модель из гробницы Мекетре, ок. 1981—1975 годы до н. э., XII династия. Метрополитен-музей

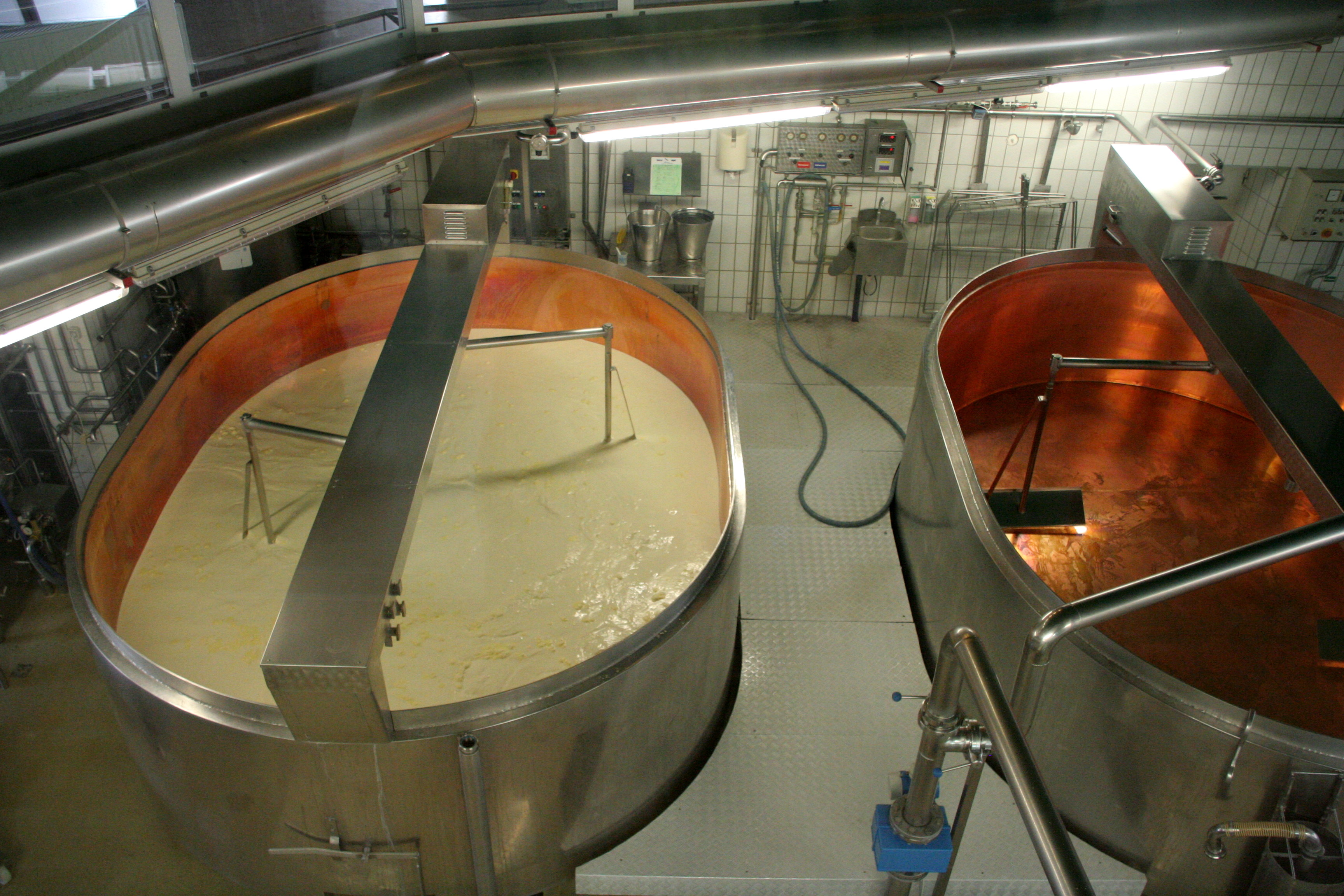
Производство сыра

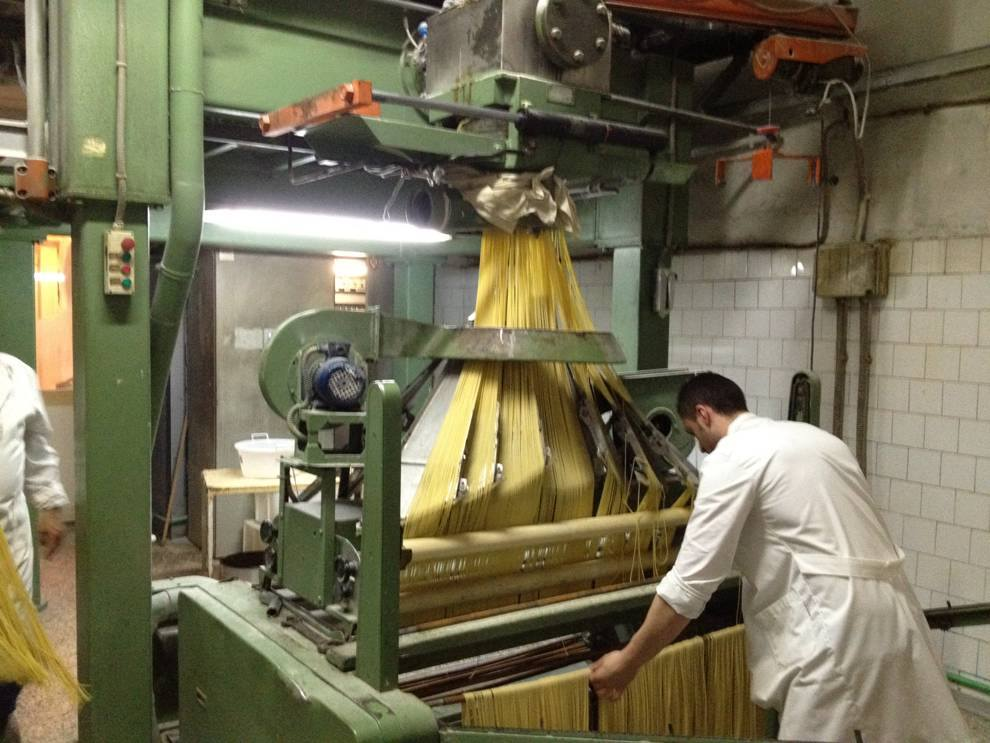
Изготовление спагетти

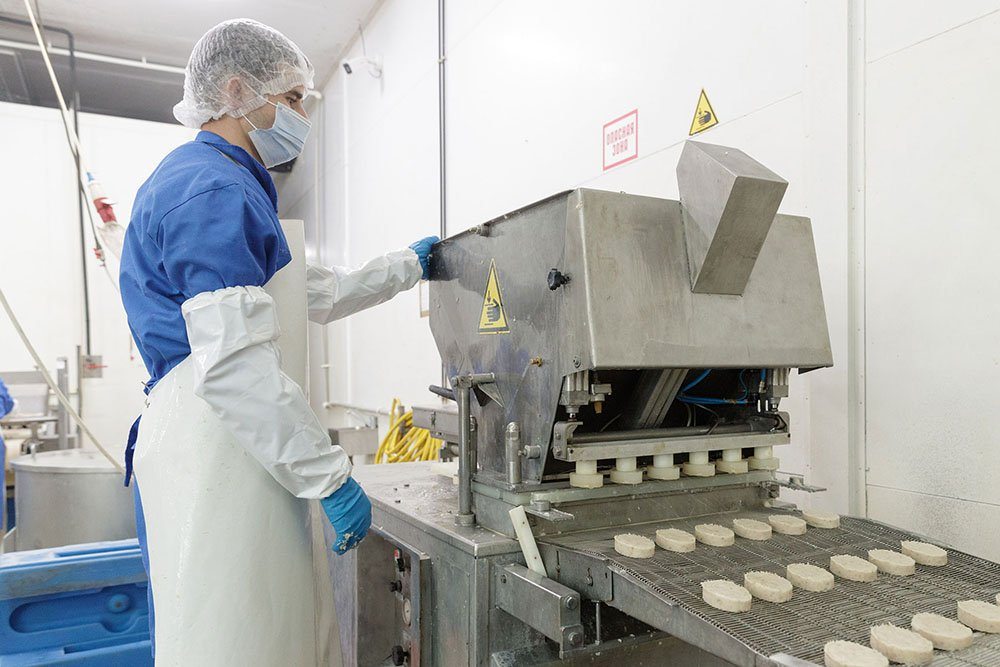
Завод по производству рыбного филе «Доброфлота» (Хомяково, Тульская область)

Обработка пищевых продуктов — превращение продуктов растительного и животного происхождения в форму, пригодную для употребления человеком в пищу, в том числе такую, которая может длительно храниться, не портясь.

## История
Люди начали обрабатывать продукты, полученные охотой и собирательством, с тех пор, как освоили огонь и научились сначала жарить, а затем и варить (когда они стали изготовлять керамическую посуду). Люди также очень давно научились заготавливать пищу впрок (сушить, вялить, заквашивать,  и т.д.). Люди научились выпекать хлеб ещё до того, как они освоили земледелие — в ходе раскопок в Италии, России и Чехии археологи обнаружили удивившие их признаки существования зерен крахмала в примитивных ступах. Этот крахмал образовался из корней рогоза и хвощей, которые первобытные люди растирали в муку, смешивали с водой и затем пекли лепёшки.

## Основные способы обработки пищевых продуктов
Переработка большинства пищевых продуктов начинается с обработки их физическими методами, например, с мойки. К физическим методам обработки также относят:
- измельчение;
- сортирование;
- обработку под давлением (прессование);
- перемешивание;
- разделение неоднородностей;
- осаждение;
- фильтрацию.

К тепловым (теплофизическим) способам обработки относят не только тепловую кулинарную обработку (жарка, варка, припускание), но и термическую стерилизацию,  пастеризацию, термическое консервирование. Для того, чтобы продукты могли долго храниться, их не только консервируют, но и замораживают.